# Gianni Zonin
Gianni Zonin (Gambellara, 15 gennaio 1938) è un imprenditore e banchiere italiano.
Con la società di famiglia è uno tra i principali produttori di vino in Italia e dal 1996 al 2015 è stato presidente della Banca Popolare di Vicenza, finita poi nel crac.

## Biografia
Diplomato in enologia e laureato in giurisprudenza. Nel 1967 assume la presidenza dell'azienda di famiglia Casa Vinicola Zonin. Espande le attività di famiglia in undici regioni diventando il primo produttore italiano di vino. Ha guidato l'azienda vinicola Zonin fino al 2016, trasferendo progressivamente già dalla fine degli Novanta le quote di proprietà ai tre figli.
Nel 1996 diventa presidente della Banca Popolare di Vicenza. 

## Vicende giudiziarie
Nel novembre 2015, in seguito a un'ispezione della Banca centrale europea, abbandona l'incarico nella banca vicentina e viene indagato per aggiotaggio e ostacolo alla vigilanza con l'ex direttore generale Samuele Sorato e l'ex vice direttore Emanuele Giustini. L'indagine viene chiusa nel luglio 2017 con il rinvio a giudizio di Zonin e altri quattro ex dirigenti della banca vicentina.
Il 15 febbraio 2018 il giudice dell'udienza preliminare, Roberto Venditti, ha stabilito il sequestro conservativo di beni per 176 milioni di euro donati da Zonin ai familiari dopo l'inizio dell'inchiesta. Il danno per i risparmiatori della banca (a causa del calo di valore delle azioni, da  62,50 euro precipitate a 10 centesimi) ha fatto perdere 6 miliardi di euro a 118.000 piccoli azionisti. Nel marzo 2018 il tribunale di Vicenza ordina un ulteriore sequestro di beni di Zonin per 19 milioni di euro..
Il 19 marzo 2021 il tribunale di Vicenza, nel processo di primo grado, condanna Zonin a 6 anni e 6 mesi in primo grado nel processo per il crack dell'istituto vicentino. Per lui la pubblica accusa aveva chiesto 10 anni. I reati contestati sono, a vario titolo, aggiotaggio, ostacolo agli organismi di vigilanza e falso in prospetto.
Il 10 ottobre 2022 la condanna viene confermata anche in appello riducendo però la pena a 3 anni e 11 mesi. L'8 aprile 2025 la Corte di Cassazione ha poi confermato la condanna definitiva a 3 anni e 5 mesi.